# Мецхваришвили, Николай Георгиевич
Николай Георгиевич Мецхваришвили (1911—1965) — советский конструктор авиационных двигателей, доктор технических наук, лауреат Сталинской и Ленинской премий.

## Биография
Родился 11 марта 1911 года в Харькове. В 1925 году начал трудовую деятельность, работая подручным кузнеца в Тбилиси. С 1926 по 1930 год работал слесарем в Москве. В 1936 году окончил Московский авиационный институт.
Работал в Центральном институте авиационного моторостроения (ЦИАМ) и в КБ на авиамоторных заводах: с 1947 г. — заместитель главного конструктора, в 1956—1957 — главный конструктор ОКБ-45 (будущий Производственный комплекс «Салют»), в 1957—1965 — главный конструктор ОКБ-500 (сейчас — ФГУП ТМКБ «Союз»). Ученик и ближайший соратник Владимира Яковлевича Климова.
В ОКБ-45 руководил внедрением в серийное производство турбореактивных двигателей РД-45 и ВК-1 В. Я. Климова, разработкой первого в СССР двигателя с форсажной камерой и регулируемым соплом (ВК-1Ф). В ОКБ-500 под его руководством разработаны модификации турбореактивного двигателя Р11-300 С. К. Туманского. На его двигателях работали самолёты А. И. Микояна, С. В. Ильюшина, А. С. Яковлева, П. О. Сухого.
Доктор технических наук (1965). Имел воинское звание инженер-капитан.
Скоропостижно умер 5 октября 1965 года. Похоронен в колумбарии Новодевичьего кладбища.

## Награды
- Сталинская премия второй степени (1952) — за работу в области машиностроения
- Ленинская премия (1962)
- два ордена Трудового Красного Знамени[2]
- орден Красной Звезды[2]
- медали[2]